# Rhabinogana rhizagrostis
Rhabinogana rhizagrostis là một loài bướm đêm trong họ Noctuidae.